# Grand Prix Miami 2022
Grand Prix Miami 2022, oficjalnie Formula 1 Crypto.com Miami Grand Prix 2022 – piąta runda Mistrzostw Świata Formuły 1 w sezonie 2022. Grand Prix odbyło się w dniach 6–8 maja 2022 na torze Miami International Autodrome w Miami Gardens. Wyścig wygrał Max Verstappen (Red Bull), a na podium kolejno stanęli obaj kierowcy Ferrari – po starcie z pole position Charles Leclerc oraz Carlos Sainz Jr.

## Lista startowa
| Nr          | Kierowca         | Zespół                                         | Samochód                          | Silnik                      | Opony |
| ----------- | ---------------- | ---------------------------------------------- | --------------------------------- | --------------------------- | ----- |
| 1           | Max Verstappen   | Oracle Red Bull Racing                         | Red Bull RB18                     | Red Bull RBPTH001 1,6 V6T   | P     |
| 3           | Daniel Ricciardo | McLaren F1 Team                                | McLaren MCL36                     | Mercedes-AMG F1 M13 1,6 V6T | P     |
| 4           | Lando Norris     | McLaren F1 Team                                | McLaren MCL36                     | Mercedes-AMG F1 M13 1,6 V6T | P     |
| 5           | Sebastian Vettel | Aston Martin Aramco Cognizant Formula One Team | Aston Martin AMR22                | Mercedes-AMG F1 M13 1,6 V6T | P     |
| 6           | Nicholas Latifi  | Williams Racing                                | Williams FW44                     | Mercedes-AMG F1 M13 1,6 V6T | P     |
| 10          | Pierre Gasly     | Scuderia AlphaTauri                            | AlphaTauri AT03                   | Red Bull RBPTH001 1,6 V6T   | P     |
| 11          | Sergio Pérez     | Oracle Red Bull Racing                         | Red Bull RB18                     | Red Bull RBPTH001 1,6 V6T   | P     |
| 14          | Fernando Alonso  | BWT Alpine F1 Team                             | Alpine A522                       | Renault E-Tech RE22 1,6 V6T | P     |
| 16          | Charles Leclerc  | Scuderia Ferrari                               | Ferrari F1-75                     | Ferrari 066/7 1,6 V6T       | P     |
| 18          | Lance Stroll     | Aston Martin Aramco Cognizant Formula One Team | Aston Martin AMR22                | Mercedes-AMG F1 M13 1,6 V6T | P     |
| 20          | Kevin Magnussen  | Haas F1 Team                                   | Haas VF-22                        | Ferrari 066/7 1,6 V6T       | P     |
| 22          | Yūki Tsunoda     | Scuderia AlphaTauri                            | AlphaTauri AT03                   | Red Bull RBPTH001 1,6 V6T   | P     |
| 23          | Alexander Albon  | Williams Racing                                | Williams FW44                     | Mercedes-AMG F1 M13 1,6 V6T | P     |
| 24          | Zhou Guanyu      | Alfa Romeo F1 Team ORLEN                       | Alfa Romeo C42                    | Ferrari 066/7 1,6 V6T       | P     |
| 31          | Esteban Ocon     | BWT Alpine F1 Team                             | Alpine A522                       | Renault E-Tech RE22 1,6 V6T | P     |
| 44          | Lewis Hamilton   | Mercedes-AMG Petronas Formula One Team         | Mercedes-AMG F1 W13 E Performance | Mercedes-AMG F1 M13 1,6 V6T | P     |
| 47          | Mick Schumacher  | Haas F1 Team                                   | Haas VF-22                        | Ferrari 066/7 1,6 V6T       | P     |
| 55          | Carlos Sainz Jr. | Scuderia Ferrari                               | Ferrari F1-75                     | Ferrari 066/7 1,6 V6T       | P     |
| 63          | George Russell   | Mercedes-AMG Petronas Formula One Team         | Mercedes-AMG F1 W13 E Performance | Mercedes-AMG F1 M13 1,6 V6T | P     |
| 77          | Valtteri Bottas  | Alfa Romeo F1 Team ORLEN                       | Alfa Romeo C42                    | Ferrari 066/7 1,6 V6T       | P     |
| Źródło: FIA |                  |                                                |                                   |                             |       |

## Wyniki

### Zwycięzcy sesji treningowych
| Sesja       | Nr | Kierowca        | Konstruktor | Czas     | Okr. |
| ----------- | -- | --------------- | ----------- | -------- | ---- |
| 1           | 16 | Charles Leclerc | Ferrari     | 1:31,098 | 26   |
| 2           | 63 | George Russell  | Mercedes    | 1:29,938 | 18   |
| 3           | 11 | Sergio Pérez    | Red Bull    | 1:30,304 | 21   |
| Źródło: FIA |    |                 |             |          |      |

### Kwalifikacje
| P                    | Nr | Kierowca         | Konstruktor                  | Czasy w kwalifikacjach | Czasy w kwalifikacjach | Czasy w kwalifikacjach | Poz. s. |
| P                    | Nr | Kierowca         | Konstruktor                  | Q1                     | Q2                     | Q3                     | Poz. s. |
| -------------------- | -- | ---------------- | ---------------------------- | ---------------------- | ---------------------- | ---------------------- | ------- |
| 1                    | 16 | Charles Leclerc  | Ferrari                      | 1:29,474               | 1:29,130               | 1:28,796               | 1       |
| 2                    | 55 | Carlos Sainz Jr. | Ferrari                      | 1:30,079               | 1:29,729               | 1:28,986               | 2       |
| 3                    | 1  | Max Verstappen   | Red Bull Racing-RBPT         | 1:29,836               | 1:29,202               | 1:28,991               | 3       |
| 4                    | 11 | Sergio Pérez     | Red Bull Racing-RBPT         | 1:30,055               | 1:29,673               | 1:29,036               | 4       |
| 5                    | 77 | Valtteri Bottas  | Alfa Romeo-Ferrari           | 1:30,845               | 1:29,751               | 1:29,475               | 5       |
| 6                    | 44 | Lewis Hamilton   | Mercedes                     | 1:30,388               | 1:29,797               | 1:29,625               | 6       |
| 7                    | 10 | Pierre Gasly     | AlphaTauri-RBPT              | 1:30,779               | 1:30,128               | 1:29,690               | 7       |
| 8                    | 4  | Lando Norris     | McLaren-Mercedes             | 1:30,761               | 1:29,634               | 1:29,750               | 8       |
| 9                    | 22 | Yūki Tsunoda     | AlphaTauri-RBPT              | 1:30,485               | 1:30,031               | 1:29,932               | 9       |
| 10                   | 18 | Lance Stroll     | Aston Martin Aramco-Mercedes | 1:30,441               | 1:29,996               | 1:30,676               | 10      |
| 11                   | 14 | Fernando Alonso  | Alpine-Renault               | 1:30,407               | 1:30,160               |                        | 11      |
| 12                   | 63 | George Russell   | Mercedes                     | 1:30,490               | 1:30,173               |                        | 12      |
| 13                   | 5  | Sebastian Vettel | Aston Martin Aramco-Mercedes | 1:30,677               | 1:30,214               |                        | 13      |
| 14                   | 3  | Daniel Ricciardo | McLaren-Mercedes             | 1:30,583               | 1:30,310               |                        | 14      |
| 15                   | 47 | Mick Schumacher  | Haas-Ferrari                 | 1:30,645               | 1:30,423               |                        | 15      |
| 16                   | 20 | Kevin Magnussen  | Haas-Ferrari                 | 1:30,975               |                        |                        | 16      |
| 17                   | 24 | Zhou Guanyu      | Alfa Romeo-Ferrari           | 1:31,020               |                        |                        | 17      |
| 18                   | 23 | Alexander Albon  | Williams-Mercedes            | 1:31,266               |                        |                        | 18      |
| 19                   | 6  | Nicholas Latifi  | Williams-Mercedes            | 1:31,325               |                        |                        | 19      |
| 107% czasu: 1:35,737 |    |                  |                              |                        |                        |                        |         |
| NS                   | 31 | Esteban Ocon     | Alpine-Renault               | —                      |                        |                        | 20      |
| Źródło: FIA          |    |                  |                              |                        |                        |                        |         |

Uwagi
1. ↑  Esteban Ocon nie ustanowił czasu podczas kwalifikacji z powodu wypadku podczas trzeciej sesji treningowej, ale został dopuszczony przez stewardów do wyścigu[6].

### Wyścig
| P           | Nr | Kierowca         | Konstruktor                  | Okr. | Czas                   | Start | +/–       | Punkty |
| ----------- | -- | ---------------- | ---------------------------- | ---- | ---------------------- | ----- | --------- | ------ |
| 1           | 1  | Max Verstappen   | Red Bull Racing-RBPT         | 57   | 1:34:24,258            | 3     | 2         | 25+1   |
| 2           | 16 | Charles Leclerc  | Ferrari                      | 57   | +3,786                 | 1     | 1         | 18     |
| 3           | 55 | Carlos Sainz Jr. | Ferrari                      | 57   | +8,229                 | 2     | 1         | 15     |
| 4           | 11 | Sergio Pérez     | Red Bull Racing-RBPT         | 57   | +18,582                | 4     | Bez zmian | 12     |
| 5           | 63 | George Russell   | Mercedes                     | 57   | +18,582                | 12    | 7         | 10     |
| 6           | 44 | Lewis Hamilton   | Mercedes                     | 57   | +21,368                | 6     | Bez zmian | 8      |
| 7           | 77 | Valtteri Bottas  | Alfa Romeo-Ferrari           | 57   | +25,073                | 5     | 2         | 6      |
| 8           | 31 | Esteban Ocon     | Alpine-Renault               | 57   | +28,386                | 20    | 12        | 4      |
| 9           | 23 | Alexander Albon  | Williams-Mercedes            | 57   | +32,365                | 18    | 9         | 2      |
| 10          | 18 | Lance Stroll     | Aston Martin Aramco-Mercedes | 57   | +37,026                | PL    | 11        | 1      |
| 11          | 14 | Fernando Alonso  | Alpine-Renault               | 57   | +37,128                | 11    | Bez zmian |        |
| 12          | 22 | Yūki Tsunoda     | AlphaTauri-RBPT              | 57   | +40,146                | 9     | 3         |        |
| 13          | 3  | Daniel Ricciardo | McLaren-Mercedes             | 57   | +40,902                | 14    | 1         |        |
| 14          | 6  | Nicholas Latifi  | Williams-Mercedes            | 57   | +49,936                | 19    | 5         |        |
| 15          | 47 | Mick Schumacher  | Haas-Ferrari                 | 57   | +1:13,305              | 15    | Bez zmian |        |
| 16          | 20 | Kevin Magnussen  | Haas-Ferrari                 | 56   | NU (przednie skrzydło) | 16    | Bez zmian |        |
| 17          | 5  | Sebastian Vettel | Aston Martin Aramco-Mercedes | 54   | NU (kolizja)           | PL    | 5         |        |
| NS          | 10 | Pierre Gasly     | AlphaTauri-RBPT              | 45   | NU (zawieszenie)       | 7     |           |        |
| NS          | 4  | Lando Norris     | McLaren-Mercedes             | 39   | NU (kolizja)           | 8     |           |        |
| NS          | 24 | Zhou Guanyu      | Alfa Romeo-Ferrari           | 6    | NU (wyciek wody)       | 17    |           |        |
| Źródło: FIA |    |                  |                              |      |                        |       |           |        |

Uwagi
1. ↑  Dodatkowy 1 punkt jest przyznawany kierowcy, który ustanowił najszybsze okrążenie w wyścigu, pod warunkiem, że ukończył wyścig w pierwszej 10.
2. 1 2  Lance Stroll i Sebastian Vettel zakwalifikowali się odpowiednio na dziesiątym i trzynastym miejscu, ale zjechali do alei serwisowej po okrążeniu formującym, a ich miejsca na polach startowych pozostały wolne.
3. ↑  Fernando Alonso ukończył wyścig na ósmym miejscu, ale otrzymał karę 5 sekund doliczonych do uzyskanego czasu za spowodowanie kolizji z Pierrem Gaslym, oraz kolejną karę 5 sekund doliczonych do uzyskanego czasu za przekroczenie limitów toru i zyskanie przewagi[9][10].
4. ↑  Daniel Ricciardo ukończył wyścig na jedenastym miejscu, ale otrzymał karę 5 sekund doliczonych do uzyskanego czasu za przekroczenie limitów toru i zyskanie przewagi[11].
5. 1 2  Kevin Magnussen oraz Sebastian Vettel zostali sklasyfikowani, ponieważ przejechali więcej niż 90% dystansu wyścigu.
6. ↑  Kevin Magnussen otrzymał karę 5 sekund doliczonych do uzyskanego czasu za spowodowanie kolizji z Lance’em Strollem. Kara nie została zastosowana ze względu na wycofanie się zawodnika z wyścigu[12].

### Najszybsze okrążenie
| Nr          | Kierowca       | Konstruktor | Czas     | Okr. |
| ----------- | -------------- | ----------- | -------- | ---- |
| 1           | Max Verstappen | Red Bull    | 1:31,361 | 54   |
| Źródło: FIA |                |             |          |      |

### Prowadzenie w wyścigu
| Nr                              | Kierowca         | Konstruktor | Okrążenia   | Suma |
| ------------------------------- | ---------------- | ----------- | ----------- | ---- |
| 16                              | Charles Leclerc  | Ferrari     | 1–8         | 8    |
| 1                               | Max Verstappen   | Red Bull    | 9–26, 28–57 | 48   |
| 55                              | Carlos Sainz Jr. | Ferrari     | 27          | 1    |
| \| Wykres \| \| ------ \| \| \| |                  |             |             |      |
| Źródło: FIA                     |                  |             |             |      |
| Wykres                          |                  |             |             |      |
|                                 |                  |             |             |      |

## Klasyfikacja po wyścigu

### Kierowcy
Źródło: FIA
| P  | +/− | Kierowca         | Starty | Punkty | P1 | P2 | P3 | PP | NO | NS |
| -- | --- | ---------------- | ------ | ------ | -- | -- | -- | -- | -- | -- |
| 1  | 0   | Charles Leclerc  | 5      | 104    | 2  | 2  | –  | 3  | 3  | –  |
| 2  | 0   | Max Verstappen   | 5      | 85     | 3  | –  | –  | 1  | 2  | 1  |
| 3  | 0   | Sergio Pérez     | 5      | 66     | –  | 2  | –  | 1  | –  | –  |
| 4  | 0   | George Russell   | 5      | 59     | –  | –  | 1  | –  | –  | –  |
| 5  | 0   | Carlos Sainz Jr. | 5      | 53     | –  | 1  | 2  | –  | –  | 2  |
| 6  | +1  | Lewis Hamilton   | 5      | 36     | –  | –  | 1  | –  | –  | –  |
| 7  | −1  | Lando Norris     | 5      | 35     | –  | –  | 1  | –  | –  | 1  |
| 8  | 0   | Valtteri Bottas  | 5      | 30     | –  | –  | –  | –  | –  | 1  |
| 9  | 0   | Esteban Ocon     | 5      | 24     | –  | –  | –  | –  | –  | –  |
| 10 | 0   | Kevin Magnussen  | 5      | 15     | –  | –  | –  | –  | –  | –  |
| 11 | 0   | Daniel Ricciardo | 5      | 11     | –  | –  | –  | –  | –  | 1  |
| 12 | 0   | Yūki Tsunoda     | 5      | 10     | –  | –  | –  | –  | –  | 1  |
| 13 | 0   | Pierre Gasly     | 5      | 6      | –  | –  | –  | –  | –  | 2  |
| 14 | 0   | Sebastian Vettel | 3      | 4      | –  | –  | –  | –  | –  | 1  |
| 15 | +2  | Alexander Albon  | 5      | 3      | –  | –  | –  | –  | –  | –  |
| 16 | −1  | Fernando Alonso  | 5      | 2      | –  | –  | –  | –  | –  | 2  |
| 17 | +1  | Lance Stroll     | 5      | 2      | –  | –  | –  | –  | –  | –  |
| 18 | −2  | Zhou Guanyu      | 5      | 1      | –  | –  | –  | –  | –  | 1  |
| 19 | 0   | Mick Schumacher  | 5      | 0      | –  | –  | –  | –  | –  | 1  |
| 20 | 0   | Nico Hülkenberg  | 2      | 0      | –  | –  | –  | –  | –  | –  |
| 21 | 0   | Nicholas Latifi  | 5      | 0      | –  | –  | –  | –  | –  | 1  |
| P  | +/− | Kierowca         | Starty | Punkty | P1 | P2 | P3 | PP | NO | NS |

### Konstruktorzy
Źródło: FIA
| P  | +/− | Konstruktor                  | Starty | Punkty | P1 | P2 | P3 | PP | NO | NS |
| -- | --- | ---------------------------- | ------ | ------ | -- | -- | -- | -- | -- | -- |
| 1  | 0   | Ferrari                      | 10     | 157    | 2  | 3  | 2  | 3  | 3  | 2  |
| 2  | 0   | Red Bull Racing-RBPT         | 10     | 151    | 3  | 2  | –  | 2  | 2  | 1  |
| 3  | 0   | Mercedes                     | 10     | 95     | –  | –  | 2  | –  | –  | –  |
| 4  | 0   | McLaren-Mercedes             | 10     | 46     | –  | –  | 1  | –  | –  | 2  |
| 5  | 0   | Alfa Romeo Racing-Ferrari    | 10     | 31     | –  | –  | –  | –  | –  | 2  |
| 6  | 0   | Alpine-Renault               | 10     | 26     | –  | –  | –  | –  | –  | 2  |
| 7  | 0   | Scuderia AlphaTauri-RBPT     | 10     | 16     | –  | –  | –  | –  | –  | 3  |
| 8  | 0   | Haas-Ferrari                 | 10     | 15     | –  | –  | –  | –  | –  | 1  |
| 9  | 0   | Aston Martin Aramco-Mercedes | 10     | 6      | –  | –  | –  | –  | –  | 1  |
| 10 | 0   | Williams-Mercedes            | 10     | 3      | –  | –  | –  | –  | –  | 1  |
| P  | +/− | Konstruktor                  | Starty | Punkty | P1 | P2 | P3 | PP | NO | NS |